# Landwehrkreuz
Das Landwehrkreuz war ein Verbandsabzeichen der Landwehr der preußischen Armee.

## Entstehungsgeschichte
Das Landwehrkreuz war auf den Helmen und Tschakos der Einheiten der preußischen Landwehr angebracht, um den Unterschied zu den Linienregimentern zu zeigen. Bei der Errichtung der preußischen Landwehr 1813 erhielten die Offiziere und Mannschaften eine Schirmmütze als Kopfbedeckung, an der vorn neben oder über der  Kokarde ein weißes Kreuz aus Blech mit der Inschrift „Mit Gott für König und Vaterland“ angebracht war. Dieses Kreuz wurde allgemein Landwehrkreuz genannt und ging dann auf die Tschakos über, die später den Angehörigen der Landwehr ausgehändigt wurden. Schließlich wurden die Landwehrkreuze auch auf den Helmen (eingeführt seit 1881) angebracht. 1857 wurde bestimmt, dass das Landwehrkreuz in den Mützenkokarden der Landwehr und Reserve anzubringen sei, womit gleichzeitig das bis dahin noch von der Landwehr 2 (zweites Aufgebot) über der Kokarde getragene Blechkreuz wegfiel. Auf den Helmen war die Inschrift „Mit Gott für König und Vaterland“ oder „Mit Gott für Fürst und Vaterland“ oder „Mit Gott fürs Vaterland“ (bei den Freien und Hansestädten) nur auf dem Landwehrkreuz angebracht. Die Offiziere der Landwehr trugen das Landwehrkreuz anstelle des Namenszuges auf der Brust des Helmadlers, die Offiziere der Reserve etwas tiefer. Es wurde 1916 im Zuge der Standardisierung des neuen Stahlhelms M1916 abgeschafft.

## Aussehen
Das aus Blech geprägte tatzenförmige Abzeichen hatte eine Beschriftung mit der Bezeichnung der Truppengattung des jeweiligen Regiments.

## Weitere Bezeichnung

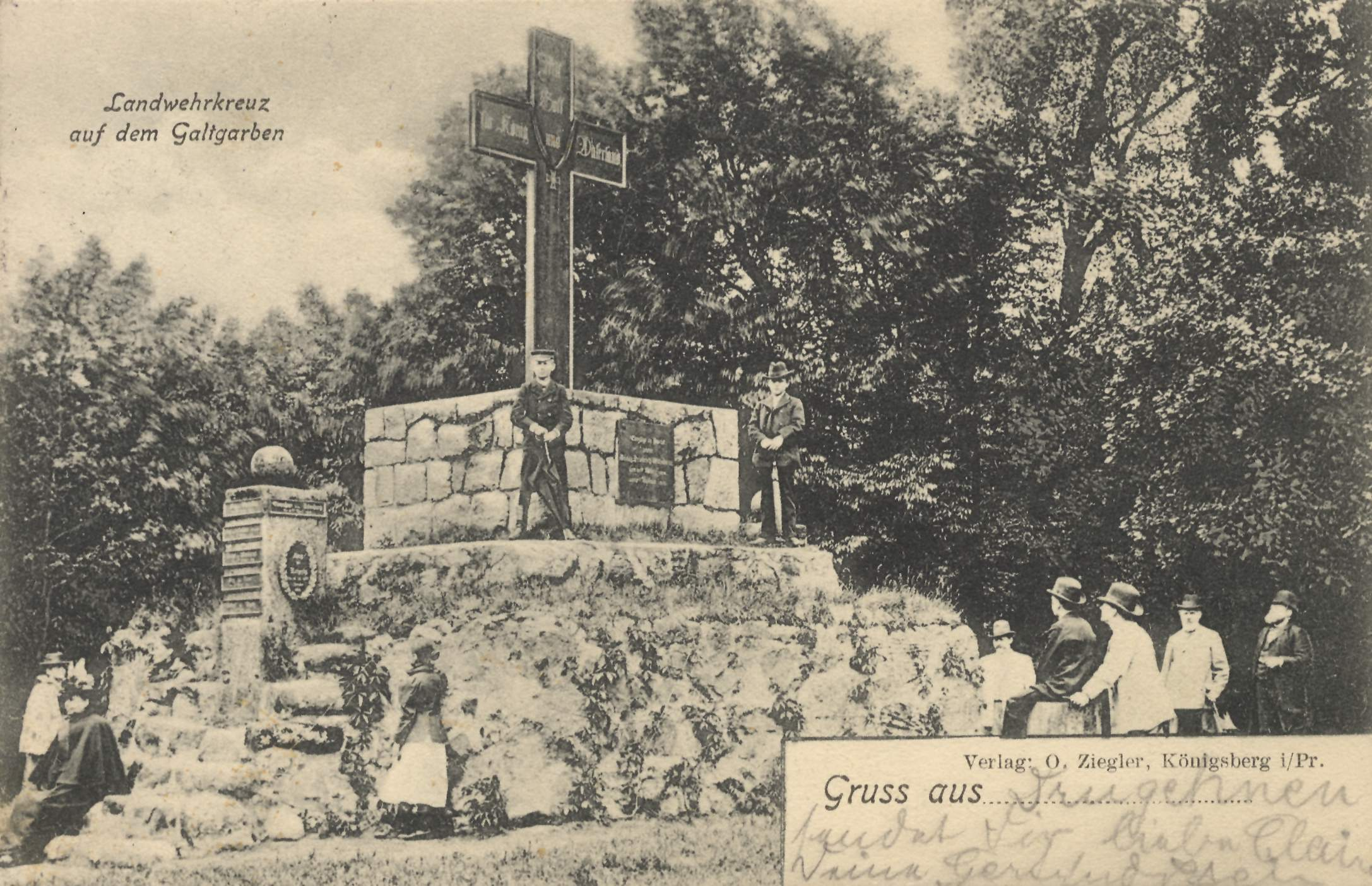
Postkarte mit Darstellung eines Landwehrkreuzes

Landläufig werden auch Gedenkkreuze der Gefallenen der Landwehr als Landwehrkreuze bezeichnet. Diese enthielten üblicherweise ebenfalls die jeweiligen Inschriften des Kreuzes, die Kreuze sind sowohl Tatzenkreuz als auch als lateinisches Kreuz zu finden.